# Strumigenys charino

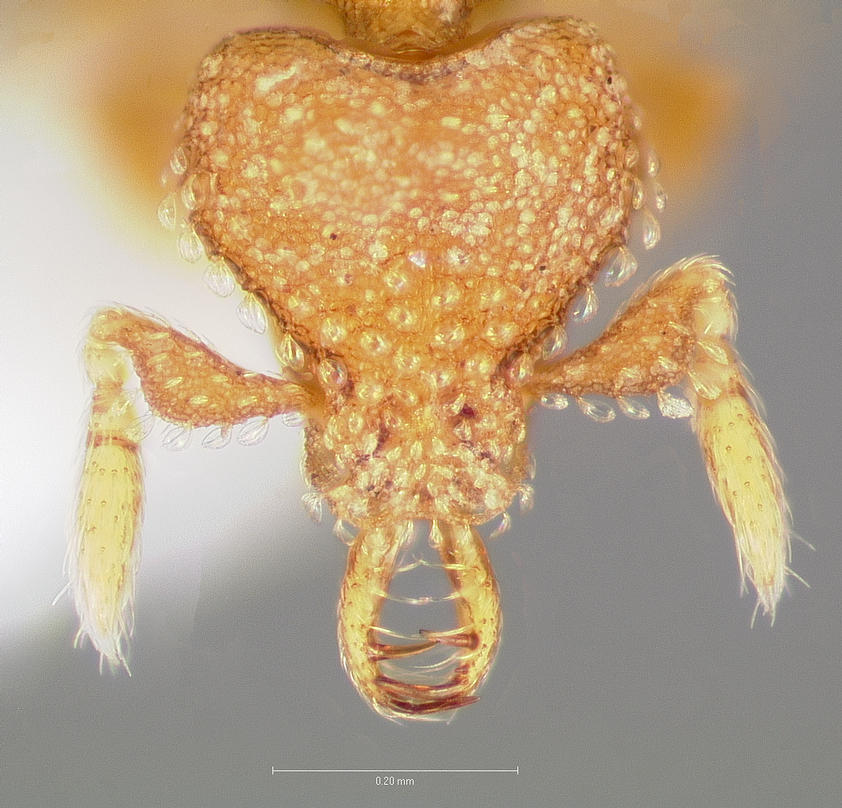
Голова с сомкнутыми жвалами.

Strumigenys charino (лат.) — вид мелких земляных муравьёв из подсемейства Myrmicinae.

## Распространение
Мадагаскар.

## Описание
Мелкие скрытные муравьи (длина около 2 мм) с сердцевидной головой, расширенной кзади. Плечевые углы пронотума и мезонотум без отстоящих волосков. Голова покрыта расширенными волосками ложковидно-округлой формы. Апикальная вилка жвал из 2 зубцов, рядом расположены два преапикальных зубца (длина головы HL 0,42—0,48 мм, ширина головы HW 0,38—0,45 мм, мандибулярный индекс MI 38—41). Усики 6-члениковые.
Включён в видовую группу S. arnoldi-group вместе с близким видом Strumigenys abdera (триба Dacetini).
Основная окраска жёлтая. Мандибулы длинные, узкие (с несколькими зубцами). Глаза расположены внутри усиковых желобков-бороздок, вентро-латеральные. Нижнечелюстные щупики 1-члениковые, нижнегубные щупики состоят из 1 сегмента (формула 1,1). Стебелёк между грудкой и брюшком состоит из двух члеников: петиолюса и постпетиолюса (последний четко отделен от брюшка), жало развито, куколки голые (без кокона). Специализированные охотники на коллембол. Вид был впервые описан в 2000 году американским мирмекологом Брайном Фишером (Brian L. Fisher, Department of Entomology, California Academy of Sciences, Сан-Франциско, Калифорния, США).

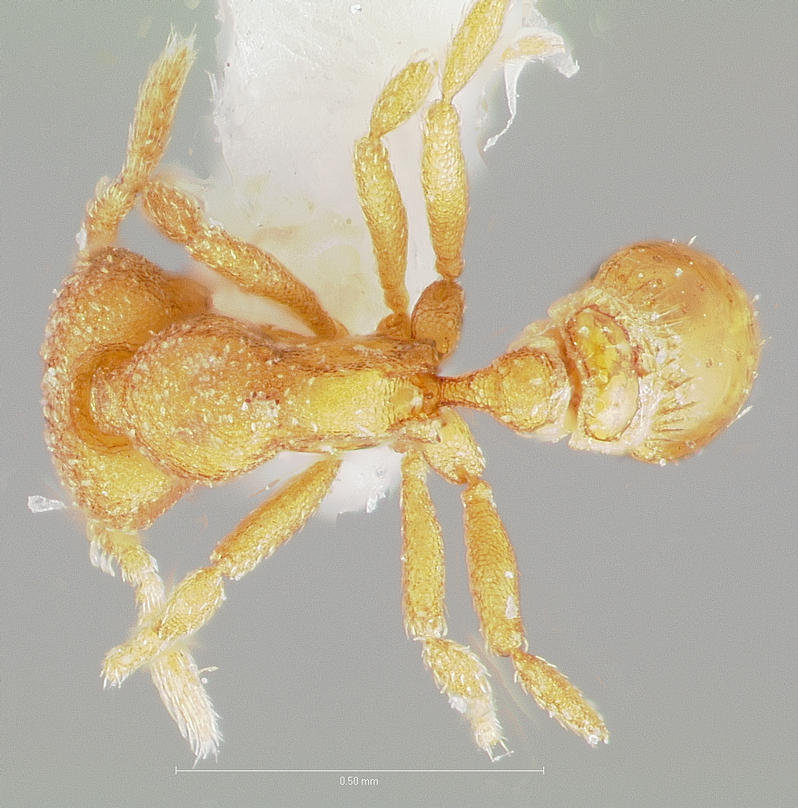
Вид сверху